# لونگ ایر
لونگ ایر (به انگلیسی: Loong Air) یک شرکت هواپیمایی با کد یاتا GJ است که در تاریخ ۲۰۱۲ میلادی تأسیس شده و در تاریخ ۲۰۱۲ فعالیتش را آغاز کرده‌است. دفتر مرکزی لونگ ایر در فرودگاه بین‌المللی هانگجو ژیاشان واقع شده‌است و به ۲۵ مقصد، پرواز انجام می‌دهد.